# Hyloxalus whymperi
Espèce
Synonymes
- Protherapis whymperi Boulenger, 1882
- Colostethus whymperi (Boulenger, 1882)

Statut de conservation UICN

 DD  : Données insuffisantes
Hyloxalus whymperi est une espèce d'amphibiens de la famille des Dendrobatidae.

## Répartition
Cette espèce est endémique de l'Équateur. Elle se rencontre à Tanti et San Francisco de Las Pampas de 600 à 1 800 m d'altitude.

## Description
Les mâles mesurent de 20,8 à 22,6 mm.

## Étymologie
Cette espèce est nommée en l'honneur d'Edward Whymper.

## Publication originale
- Boulenger, 1882 : Account of the reptiles and batrachians collected by Mr. Edward Whymper In Ecuador in 1879-80. Annals and Magazine of Natural History, sér. 5, vol. 9, no 54, p. 457-467 (texte intégral).